# ヘンリー・パーシー (第9代ノーサンバーランド公爵)

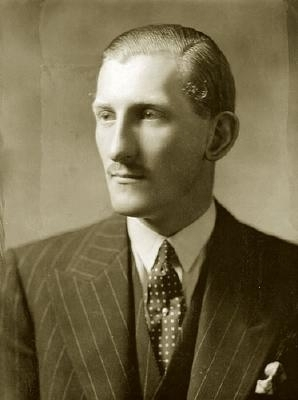
第9代ノーサンバーランド公爵

第9代ノーサンバーランド公爵ヘンリー・ジョージ・アラン・パーシー（Henry George Alan Percy, 9th Duke of Northumberland、1912年7月15日 – 1940年5月21日）は、イギリスの貴族、軍人。1913年から1930年までパーシー卿の儀礼称号を使用した。戦間期に議会担当秘書官を務め、第二次世界大戦におけるベルギーの戦いで戦死した。軍人としての最終階級は陸軍中尉。

## 生涯
第8代ノーサンバーランド公爵アラン・パーシーと妻ヘレン・マグダレン（1886年12月13日 – 1965年6月13日、第7代リッチモンド公爵チャールズ・ゴードン＝レノックスの娘）の長男として、1912年7月15日に生まれ、イートン・カレッジで教育を受けた。1930年8月23日に父が死去すると、ノーサンバーランド公爵位を継承した。
1935年、王璽尚書付議会担当秘書官を務めた。

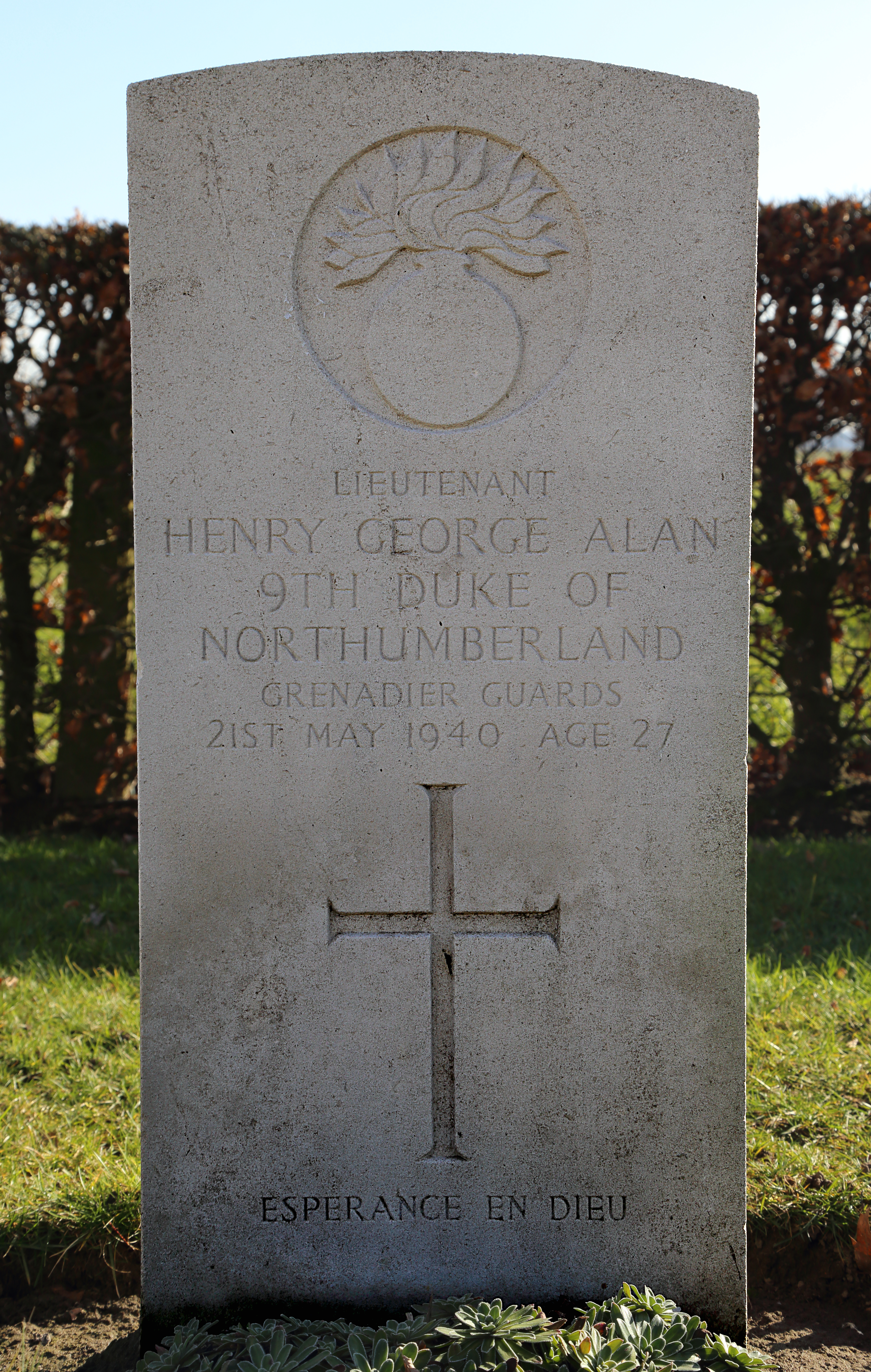
第9代ノーサンバーランド公爵の墓。エケルム戦死者墓地、2018年撮影。

第二次世界大戦に参戦して、1940年5月21日に戦死した。このとき、連合国はベルギーの戦いでダンケルクへの撤退を進めており、5月21日にはドイツ軍がフランスのノール県エケルムからスヘルデ川を渡ろうとして、イギリス軍と激しい戦闘になった。11時半にはドイツ軍がイギリス軍の反撃を2度撃退したが、グレナディアガーズ第3大隊が3度目の反撃を試みた。グレナディアガーズの士官だったノーサンバーランド公爵は飛び交う砲火の中、身を守らずに立ち上がって小隊を指揮していたところ、ドイツ軍の砲火により死亡したのであった。ドイツ軍はこの日スヘルデ川を渡れなかったが、23日には渡河に成功、イギリス軍はゴート線（Gort Line）に撤退した。5月21日の戦闘で戦死した兵士は戦場の各所に埋葬されていたが、ベルギー当局は同年9月に遺体を収集して、エケルム戦死者墓地に改葬した。公爵の邸宅であるアニック・カースルでは6月2日に半旗が掲揚された。
生涯未婚であり、爵位は弟ヒュー・アルジャーノンが継承した。